# Jordan Storey
Pour les articles homonymes, voir Storey.
Jordan Ben Storey, né le 2 septembre 1997 à Yeovil, est un footballeur anglais qui évolue au poste de défenseur à Preston North End.

## Biographie
Formé à Exeter City, il fait ses débuts professionnels pour le club le 30 août 2016, dans un match contre Oxford United.
Le 12 juin 2018, il rejoint Preston North End,